# Voel (plaats)
Voel is een plaats in de Deense regio Midden-Jutland, gemeente Silkeborg. De plaats telt 1312 inwoners (2008).